# Cyanea fissa
Cyanea fissa är en klockväxtart som först beskrevs av Horace Mann, och fick sitt nu gällande namn av Wilhelm B. Hillebrand. Cyanea fissa ingår i släktet Cyanea, och familjen klockväxter. Inga underarter finns listade i Catalogue of Life.